# Kaneta-ha
Kaneta-ha är en stil inom shitō-ryū karate skapad av Sōke Toshio Kaneta. Denne erhöll av Sōke Kuniba Shōgō rätten att bilda en egen stil (ryū) 1991. Kaneta bildade då Martial Arts Kaneta association och stilen Kaneta-ha för att föra vidare den tradition, som han lärt och utvecklat under ledning av Kuniba Shōgō inom Seishinkai.
Kaneta-ha utövas idag främst i Japan, men den har utövare även i Europa och USA.